# Dikkie Dik 2: Een nieuwe vriend voor Dikkie Dik
Dikkie Dik 2: Een nieuwe vriend voor Dikkie Dik is een Nederlandse animatie- en kinderfilm uit 2024 geregisseerd door Joost van den Bosch en Erik Verkerk. De film is geïnspireerd op de kinderprentenboekenreeks Dikkie Dik van Jet Boeke en is het vervolg op de film Dikkie Dik en de verdwenen knuffel. De film ging op 18 december 2024 in Nederland in première.

## Verhaal
De film volgt de rode kater Dikkie Dik die een nieuwe buurman krijgt. Zijn nieuwe buurman is een hond die luistert naar de naam Blaf. In het begin begrijpen Dikkie Dik en Blaf elkaar niet goed en vinden hem zelfs eng. Echter als de twee elkaar beter leren kennen ontstaat er een goede vriendschap.

## Verteller
De personages in de film hebben geen eigen stem, de volledige film wordt in de Nederlandse versie ditmaal verteld door André van Duin; hij verving hierbij Burny Bos, die voor zijn overlijden de rol in de eerste film vertolkte. In de Vlaamse versie hernam Jan Decleir zijn rol als verteller.

## Achtergrond
De film is een vervolg op de bioscoopfilm Dikkie Dik en de verdwenen knuffel die een half jaar eerder in de bioscoop werd uitgebracht. De film werd net als het eerste deel geregisseerd door Joost van den Bosch en Erik Verkerk. De film werd geproduceerd door door Petra Goedings en Jolande Junte namens productiebedrijf Phanta Animation, en door Burny Bos en Linda Snoep namens productiebedrijf BosBros. Burny Bos verzorgde daarnaast ook het scenario van de film, dat gebaseerd is op de kinderprentenboekenreeks Dikkie Dik van schrijfster Jet Boeke. Voor Bos was dit een van zijn laatste projecten waar hij aan mee werkte voor hij in december 2023 overleed; hierdoor werd hij als verteller van de eerste film opgevolgd door André van Duin die de tweede film insprak.
Dikkie Dik 2: Een nieuwe vriend voor Dikkie Dik ging op 18 december 2024 in Nederland in première. Een kleine twee weken later, op 31 december 2024, werd de film bekroond met een Gouden Film voor het behalen van 100.000 bioscoopbezoekers.
De Vlaamse versie staat gepland op 26 februari 2025 in België uitgebracht te gaan worden, hierbij keert Jan Decleir terug als de verteller.